# Pralaya
Pralaya (devanāgarī : प्रलय) est un terme sanskrit qui signifie « dissolution », « destruction » ou « anéantissement ». Dans la cosmogonie hindoue, c'est la période de dissolution d'un kalpa. On distingue quatre sortes de pralaya : naimittika pralaya, prākṛitika pralaya, atyāntika pralaya et nitya pralaya. Certains darśana définissent ce terme selon leur point de vue respectif.

## Quatre types de pralaya

### Naimittika pralaya
Dans le Viṣṇu Purāṇa, Naimittika pralaya est défini comme occasionnel et coïncide avec une nuit de Brahmā qui correspond à la fin d'un kalpa (cycle de 4,32 milliards d'années équivalent à 1000 mahāyuga).

### Prākṛitika pralaya
Le prākṛitika pralaya ou « dissolution élémentaire », aussi appelé mahāpralaya, intervient à la fin de la durée de vie de Brahmā qui est de deux parārdha (cycle de 311,04 mille milliards d'années équivalent à un mahākalpa). Il désigne l'extinction universelle par laquelle tout ce qui a été manifesté se dissout dans la matière primordiale (mūlaprakṛti) où les trois guṇa se retrouvent en équilibre. On dit aussi que Brahman a réabsorbé tous les mondes (loka).

### Atyāntika pralaya
L'Atyāntika pralaya correspond à la dissolution absolue ou éternelle. Ce pralaya symbolise aussi l'absorption du Jiva en Brahman ou encore la délivrance finale (mukti).

### Nitya pralaya
Le Nitya pralaya correspond à la dissolution perpétuelle. Ce pralaya symbolise la dissolution des tattva et la délivrance finale (mukti).

## Darśana et pralaya

### Dans le Sāṃkhya
Dans le Sāṃkhya, pralaya exprime la notion de « non-existence », un état que la matière (prakṛti) réalise lorsque les trois guna sont en parfait équilibre.

### Dans le Vedānta
Dans le Vedānta où la création est une illusion (māyā), pralaya, par analogie avec les différents états du Jiva (Veille, rêve et sommeil), correspond au moment de la cessation de l'activité du karma et à l'immersion dans le sommeil profond (sushupti).

### Dans le Vaiśeṣika
Dans le Vaiśeṣika, le processus de création et de destruction dépend des atomes. Dans le cas d'un pralaya, les substances, qualités et mouvements sont détruits les uns après les autres.